# Montevarchi
Montevarchi ist eine italienische Gemeinde mit 24.250 Einwohnern (Stand 31. Dezember 2023) in der Provinz Arezzo in der Toskana.

## Geographie

Lage von Montevarchi in der Provinz Arezzo

Montevarchi befindet sich im oberen Arnotal am linken Ufer des Flusses. Im Gemeindegebiet bei Levane fließt der Ambra dem Arno zu. Das Gemeindegebiet umfasst den Talgrund, wo sich der Hauptort befindet, und einen hügeligen Teil zwischen Arno und dem Sienesischen Chiantigebiet.
Zur Gemeinde gehören die Ortsteile (Frazioni) Caposelvi, Levane, Levanella, Mercatale Valdarno, Moncioni, Rendola, Ricasoli und Ventena.
Die Nachbargemeinden sind Bucine, Cavriglia, Gaiole in Chianti (SI), Laterina Pergine Valdarno, San Giovanni Valdarno und Terranuova Bracciolini.

## Geschichte
Auf einem dieser Hügel, wo sich bis 2002 ein Kapuzinerkloster befand, erhob sich schon vor der ersten Jahrtausendwende das Kastell von Montevarchi. Aus dem Marktplatz, wo sich die Bewohner des unzugänglichen Kastells mit Kaufleuten trafen, entwickelte sich der gleichnamige Ort im 12. Jahrhundert. Das Kastell gehörte den Guidi bis 1273, als es endgültig zu Florenz kam. In der Grenzlage zwischen den Territorien von Arezzo und Florenz wurde Montevarchi mehrmals angegriffen und verwüstet, vor allem im Jahr 1287 als aus Arezzo geflüchtete Guelfen dort von ihren ghibellinischen Landsleuten angegriffen wurden. 1338 wurde Montevarchi von einer Stadtmauer umgeben und erhielt eine administrative Autonomie. Politisch erlitt es die Wechselfälle des sich um Florenz bildenden toskanischen Staates. In dieser Zeit blieb es ein blühender landwirtschaftlicher Markt, als der es ja einst gegründet worden, war, wurde aber auch zu einem Handwerkszentrum, spezialisiert auf die Produktion von Seide und Wolle. Später wurde es als Teil des Großherzogtums Toskana der sich bildenden Provinz Arezzo zugeschlagen.
Nach der italienischen Einigung erlebte es gemeinsam mit den umgebenden Gemeinden einen enormen industriellen Aufschwung durch die Nutzung der Braunkohlenlager der Gegend.
Montevarchi widmete sich der Filzproduktion, vor allem von Hüten. Obwohl produktionsnahe Energieversorgung heute nicht mehr so ein großer Standortvorteil ist und Kopfbedeckungen nicht mehr so verbreitet sind wie in den 1930er-Jahren ist die Erzeugung von Modeprodukten noch immer einer der Haupterwerbszweige der Stadt.

## Sehenswürdigkeiten

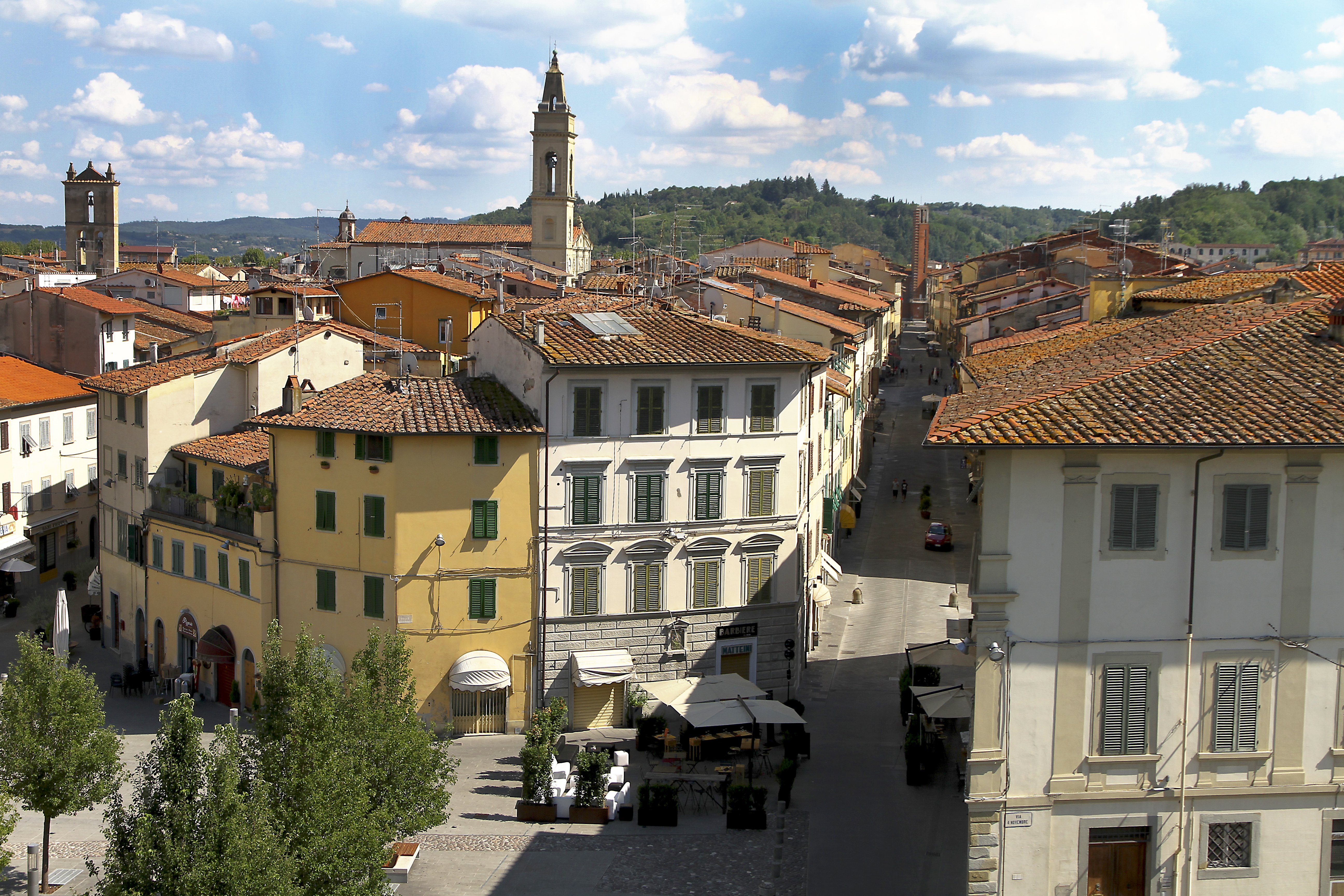
Das Ortszentrum von Montevarchi

- Accademia Valdarnese in der Nähe des historischen, kürzlich restaurierten Cennanoklosters
- Collegiata di San Lorenzo, Kirche im Ortszentrum von Montevarchi mit dem Werk Madonna in Gloria von Giovanni Baratta
- Monastero di Sant’Angelo alla Ginestra, um 620 entstandenes Kloster
- Palazzo Monte Pio di Montevarchi, Sitz des von 1550 bis 1954 aktiven gleichnamigen Kreditinstituts
- Museo di Arte Sacra della Collegiata di San Lorenzo, Museum sakraler Kunst mit einem Pavillon von Andrea della Robbia
- Museo paleontologico di Montevarchi, Paläontologisches Museum mit dem Skelett eines Südelefanten
- in der Umgebung: Kunstpark von Carmelo Librizzi

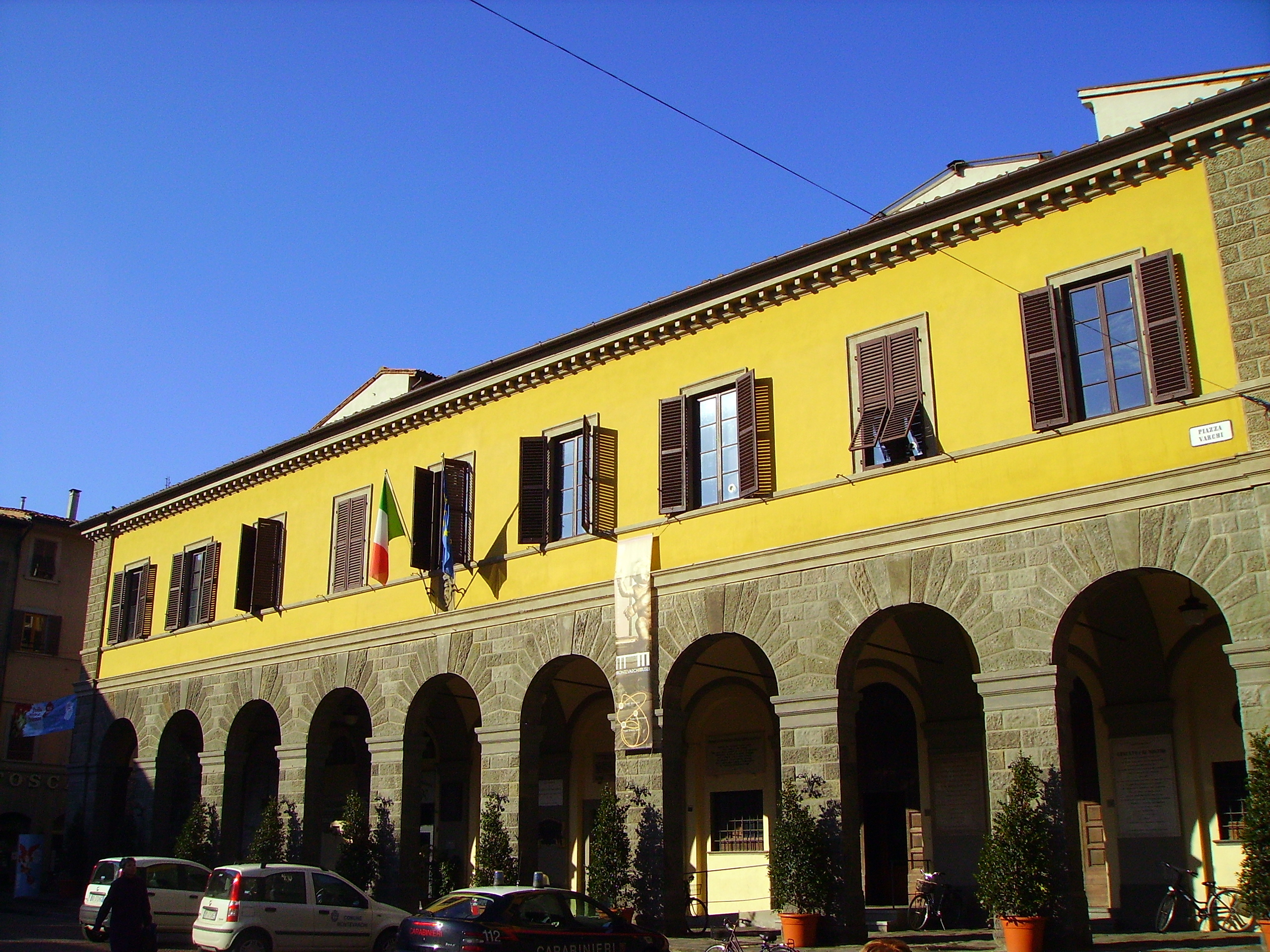
Das Rathaus
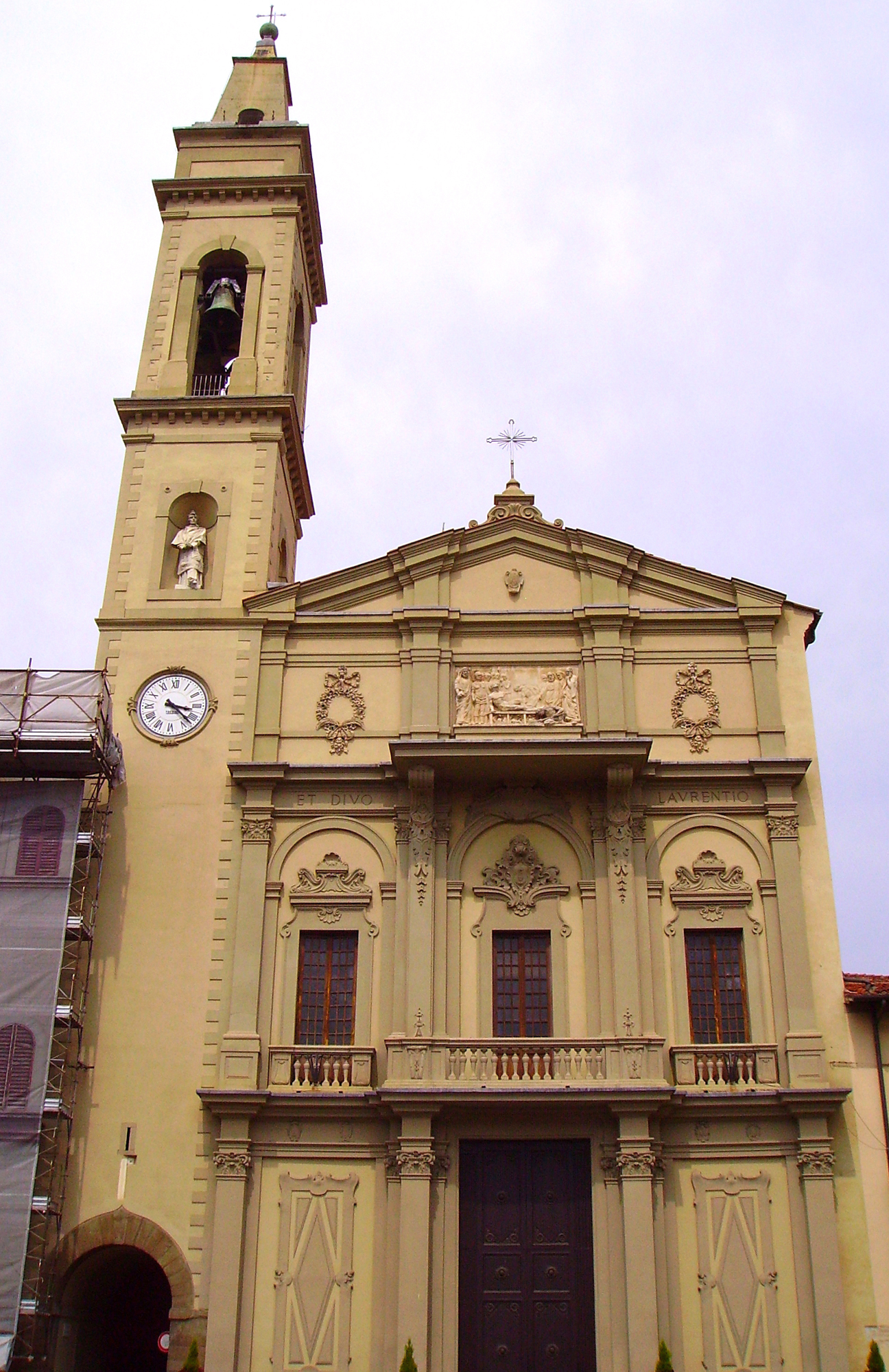
Collegiata di San Lorenzo
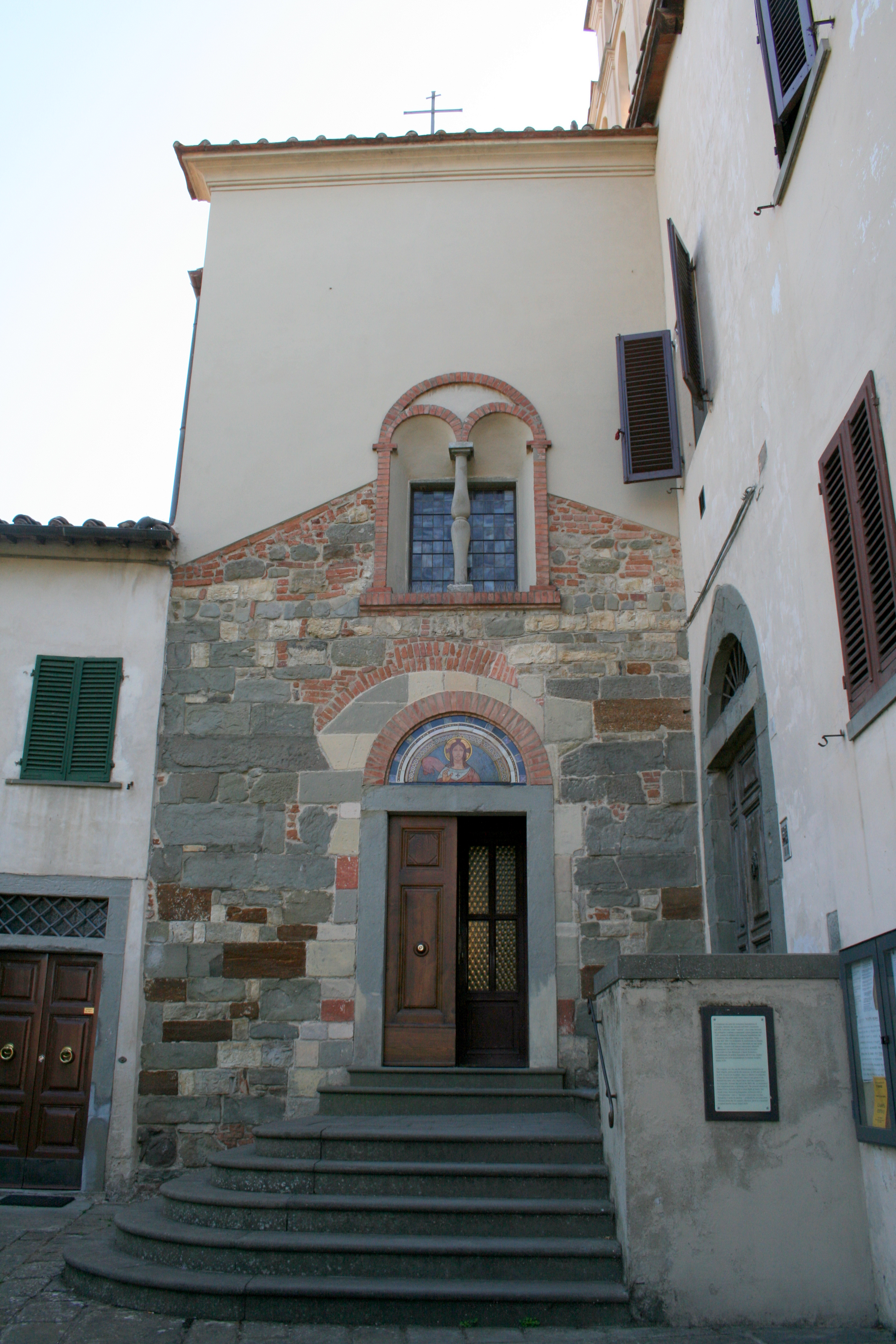
Kloster Sant'Angelo alla Ginestra
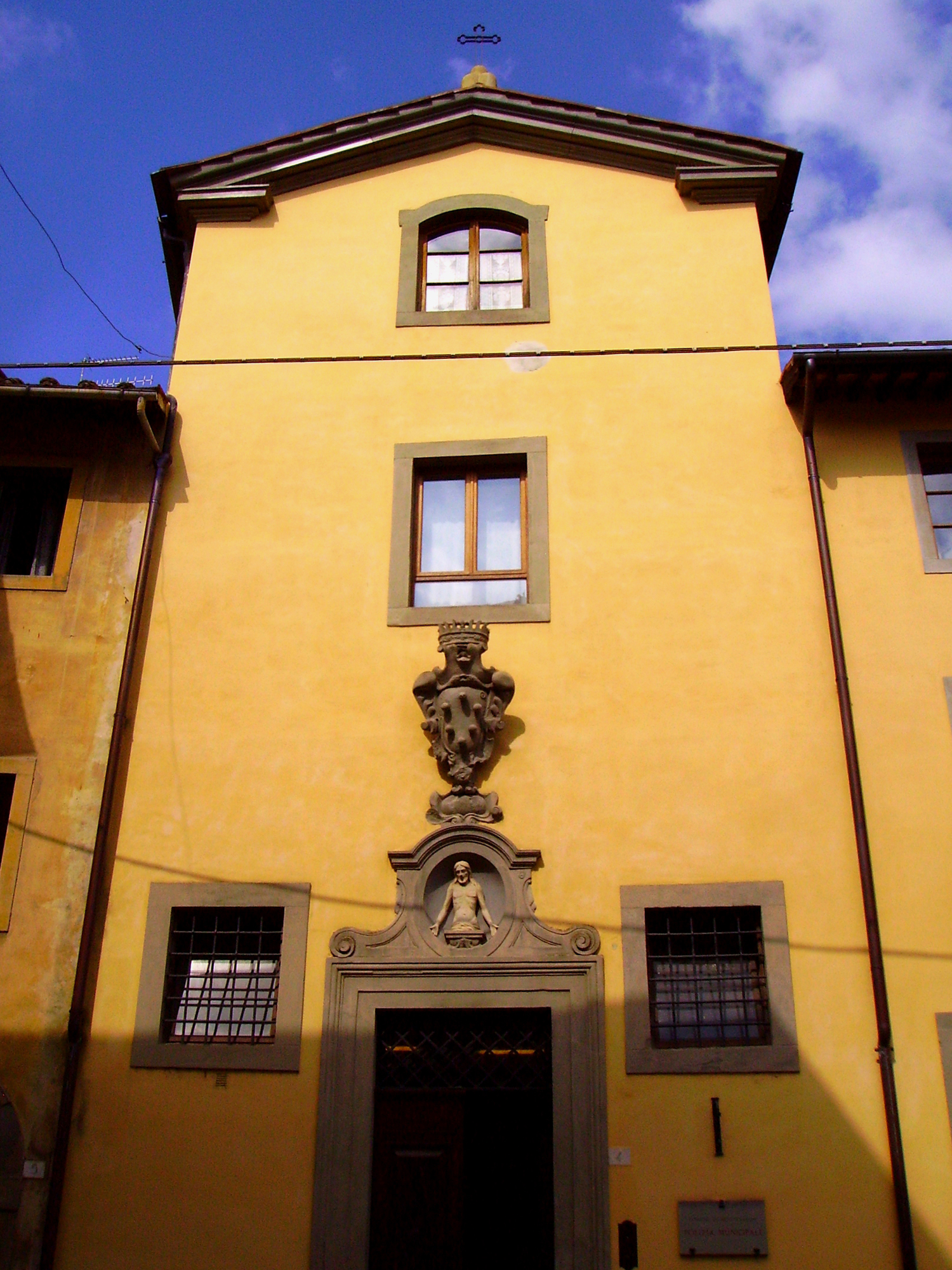
Monte Pio
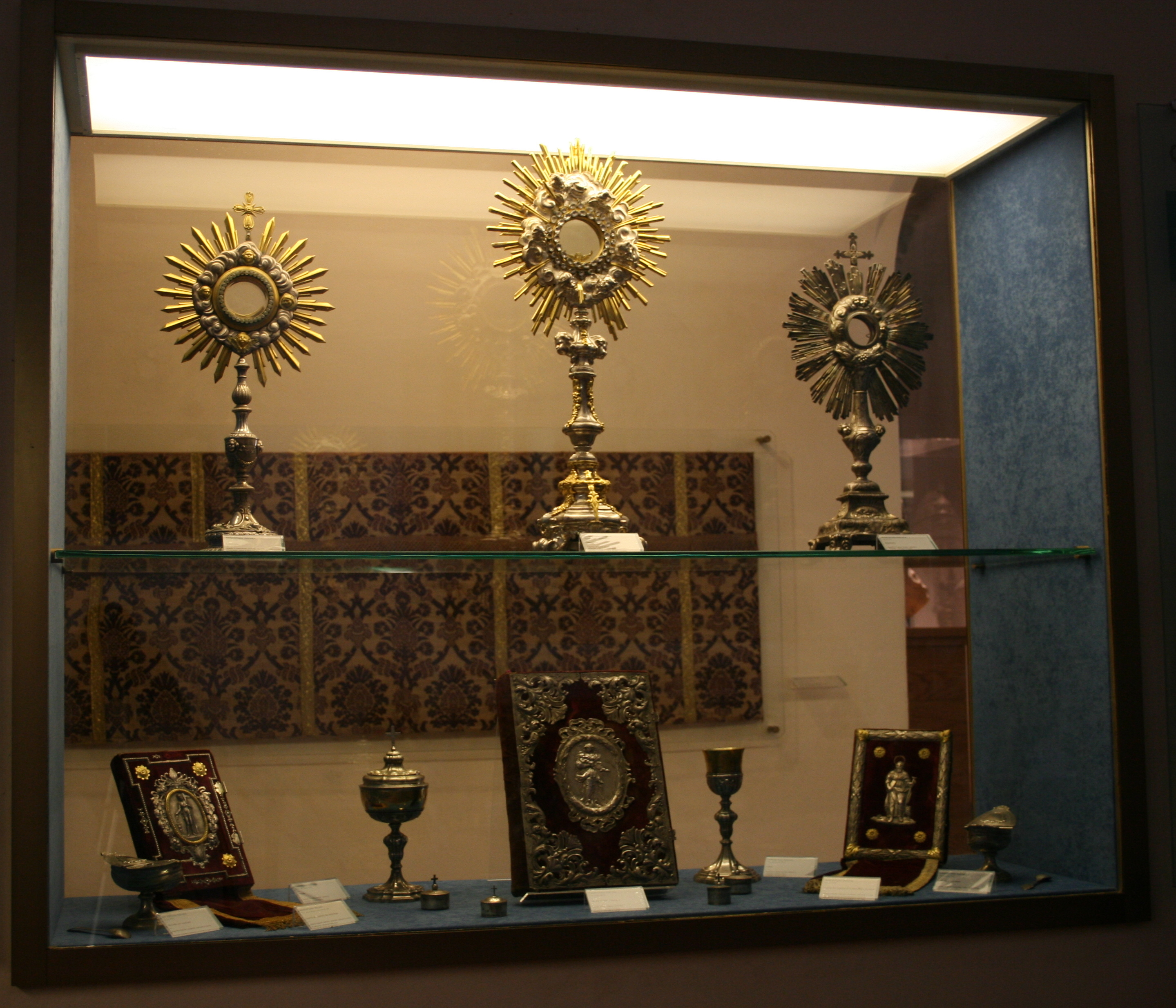
Museo di Arte Sacra della Collegiata
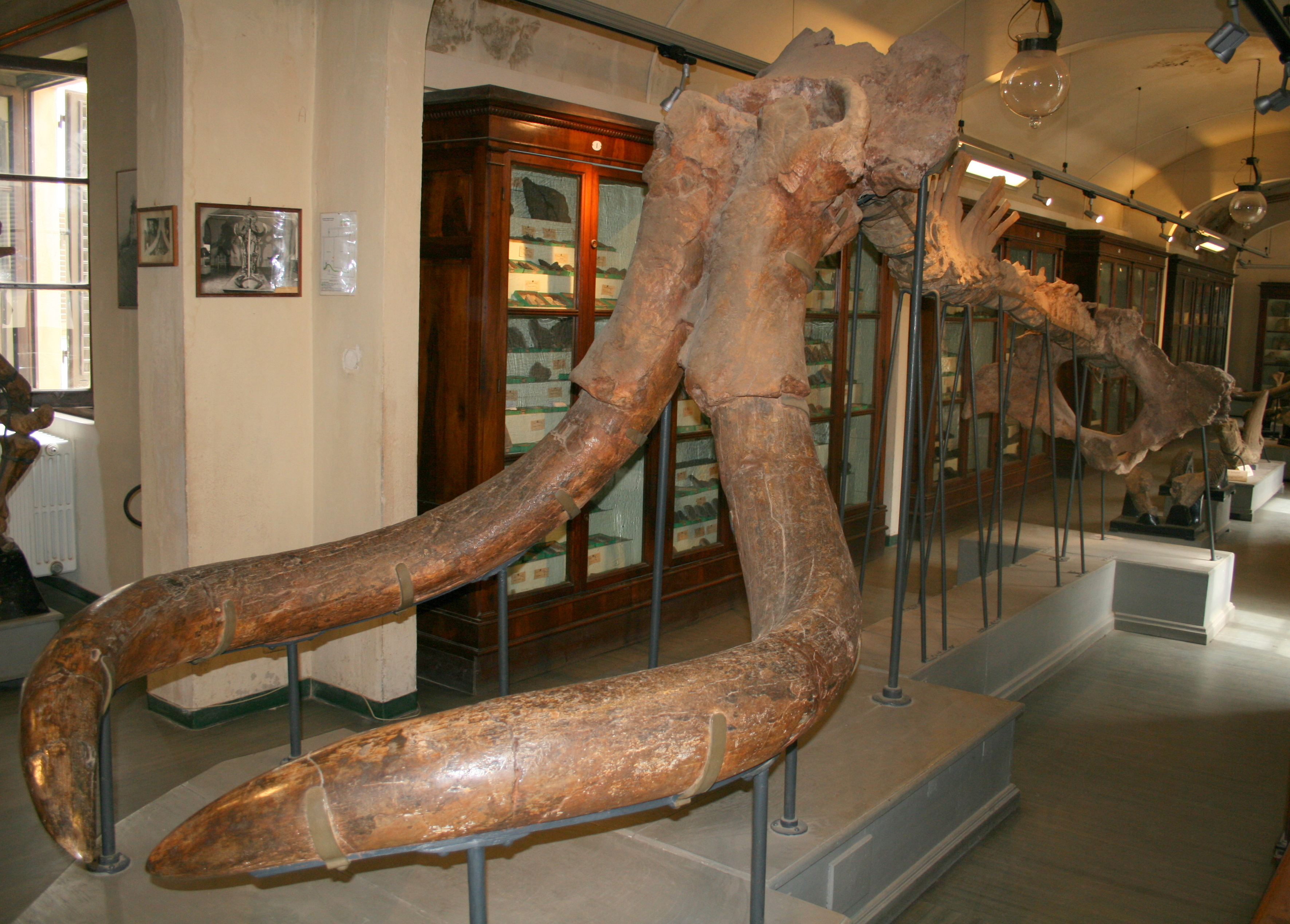
Mammuthus-meridionalis-Skelett

## Feste
Das Fest des Patrons der Stadt, des Heiligen Laurenz, findet am 10. August statt.
Am ersten Septembersonntag hält man das Fest der Vergebung ab und am darauffolgenden Montag einen Markt.

## Städtepartnerschaften
- Kitzingen, (Unterfranken, Bayern), seit 1984
- Roanne, (Frankreich), seit 1988
- Bethlehem, (Palästina), seit 1993[2]

## Söhne und Töchter der Stadt
- Francesco Mochi (1580–1654), Bildhauer
- Raffaello Magiotti (1597–1656), Physiker, Mathematiker und Astronom
- Giovanni Martinelli (1600 oder 1604–1659), Maler
- Massimiliano Soldani (1656–1740), Bildhauer und Medailleur
- Isidoro Del Lungo (1841–1927), Historiker
- Gastone Brilli-Peri (1893–1930), Rad-, Motorrad- und Automobilrennfahrer
- Fiorella Imparati (1930–2000), Hethitologin
- Romano Rossi (* 1947), katholischer Geistlicher, Bischof von Civita Castellana
- Rinaldo Nocentini (* 1977), Radrennfahrer
- Maria Elena Boschi (* 1981), Politikerin